# هاجیمه کامو
هاجیمه کامو (ژاپنی: 加茂 肇؛ زادهٔ ۴ دسامبر ۱۹۶۷) یک بازیکن فوتبال اهل ژاپن است.
از باشگاه‌هایی که در آن بازی کرده‌است می‌توان به باشگاه فوتبال اوراوا رد دیاموندز اشاره کرد.